# Atbas
Az atbas egy egyszerű helyettesítő rejtjel a héber ábécéhez.
Az ábécé első betűjét (א, alef) az utolsóval (ת, tav), a másodikat (ב, bet) hátulról a másodikkal (ש, sin) cseréli fel, és így tovább folytatva a többi betűvel, míg a teljes ábécé megfordul. Ezért kapta az elnevezését is: A→T, B→S.
A Bibliában is található néhány atbassal „kódolt” részlet (a Jeremiás könyvében szereplő Leb-Kamai és Sésák szavak a Kaszdim/Kaszin (káldok, káldeusok), illetve a Bábel szavak atbas megfelelői).
Az atbas szabályát latin írásjelekre alkalmazva a következőt kapjuk:
```
 Eredeti: abcdefghijklmnopqrstuvwxyz
 Kódolt:  ZYXWVUTSRQPONMLKJIHGFEDCBA
```

Ez egy rendkívül gyenge kódolási eljárás, mivel egy egyszerű monoalfabetikus rejtjel, ráadásul a kulcs szabályos. Ez persze nem feltétlenül jelentett problémát a kódolás feltalálásának idejében, amikor kriptoanalízis (például gyakoriságelemzés) még nem létezett.